# Yangdong

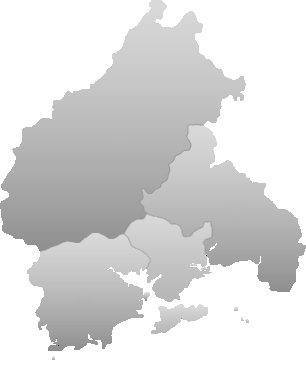
Lage des Stadtbezirks Yangdong im Gebiet der bezirksfreien Stadt Yangjiang

Yangdong (chinesisch 阳东区, Pinyin Yángdōng Qū) ist ein Stadtbezirk der bezirksfreien Stadt Yangjiang in der südchinesischen Provinz Guangdong. Yangdong hat eine Fläche von 1.703 km² und zählt 478.299 Einwohner (Stand: Zensus 2020). Sein Hauptort ist die Großgemeinde Dongcheng (东城镇).

## Administrative Gliederung
Auf Gemeindeebene setzt sich der Yangdong aus elf Großgemeinden zusammen. 